# Catalan Bay

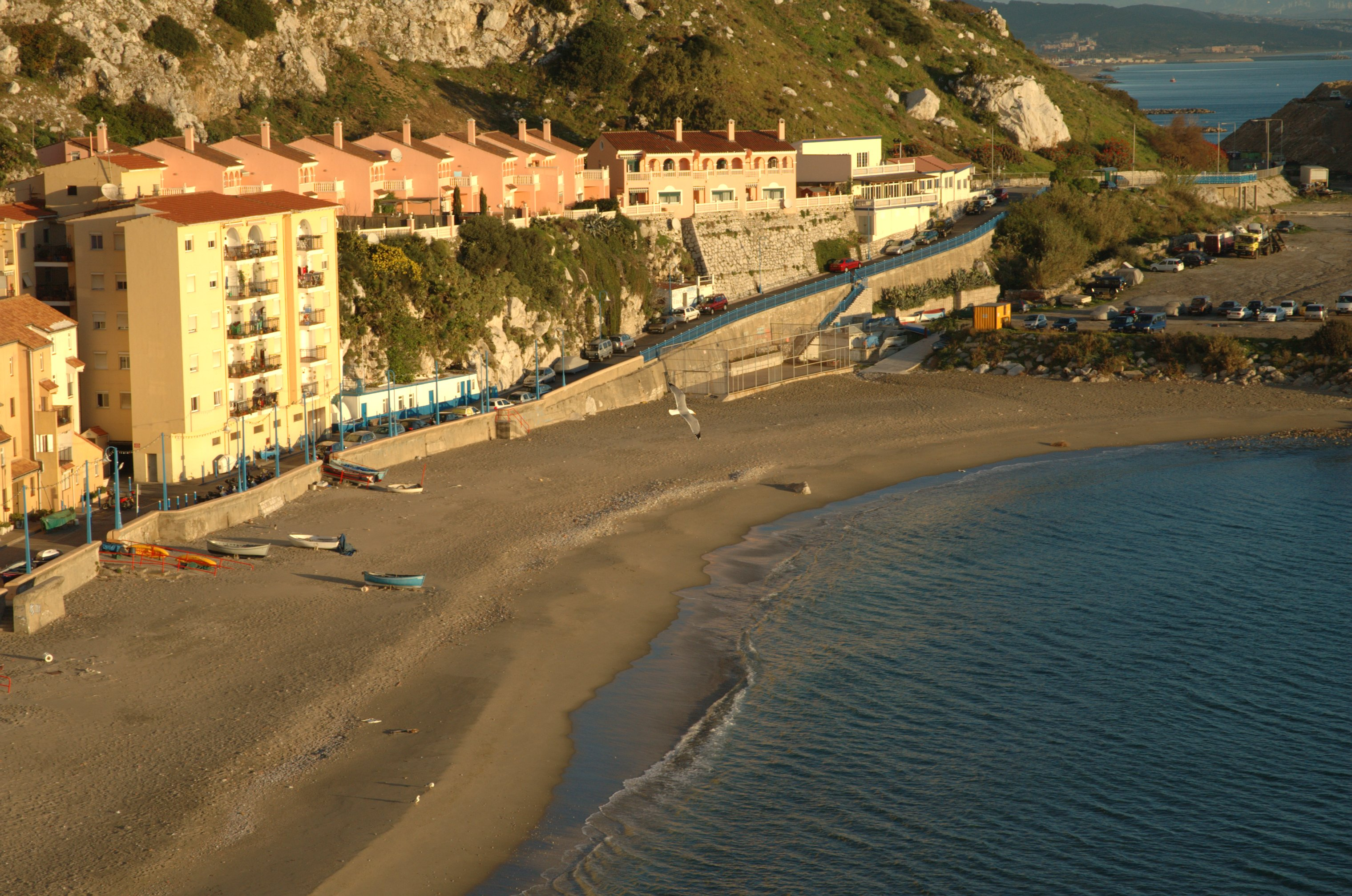
Morgendliche Ansicht von Catalan Bay nach Norden aus dem Caleta Palace Hotel

Catalan Bay (span. La Caleta) ist ein Dorf in Gibraltar. Das Dorf liegt auf der Ostseite des Felsens von Gibraltar, abseits der Hauptstadt, und entstand als Fischerdorf.

## Etymologie
Der tatsächliche Ursprung des Namens Catalan Bay ist nicht bekannt, es gibt aber mehrere Theorien dazu. Eine solche Theorie besagt, dass der Name von etwa 350 Katalanen (Männern aus Katalonien) stammt, die sich hier niederließen, nachdem sie der englisch-holländischen Koalition im Spanischen Erbfolgekrieg gedient hatten und den Engländern im Vertrag von Utrecht Gibraltar überlassen wurde.
Der spanische Name La Caleta (kleine Bucht oder Cala) ist älter als der englische. Die beiden Fischerdörfer La Tunara (bei La Línea de la Concepción) und La Caleta werden in einer königlichen Depesche vom 6. März 1634 erwähnt, wonach sie zum Königreich Granada gehören würden. Da der Name La Caleta also älter ist als Catalan Bay geht eine zweite Theorie davon aus, dass Catalan Bay einfach durch falsche Aussprache des spanischen Namens im englischen entstanden ist (Amtssprache in Gibraltar ist zwar englisch, aber spanisch ist natürlich weit verbreitet).

## Geschichte

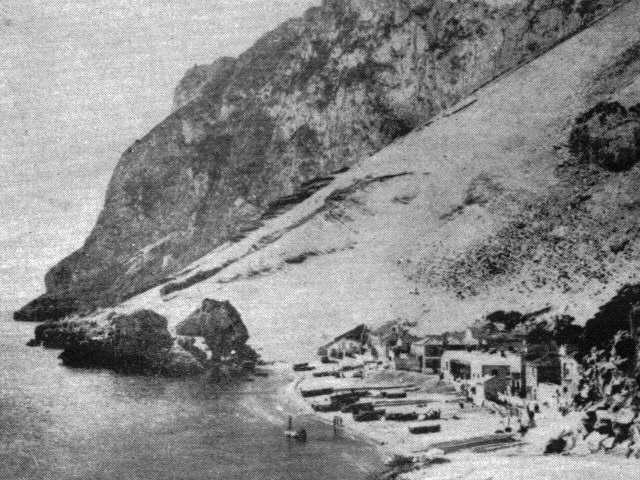
Ansicht von Catalan Bay am Ende des 19. Jahrhunderts nach Süden

Ursprünglich wurde Catalan Bay von Genuesischen Fischern bewohnt. Catalan Bay war eine von mehreren solchen Siedlungen entlang der Ostküste des Felsens im 17. und 18. Jahrhundert. Im 18. Jahrhundert war Genuesisch in Gibraltar so verbreitet, dass sogar amtliche Texte in dieser Sprache veröffentlicht wurden (neben englisch und spanisch). Genuesisch wurde bis weit ins 19. Jahrhundert in La Caleta gesprochen. Es ging erst zu Beginn des 20. vollständig unter. Ob es damit zusammenhängt, dass die Briten – angeblich – Genuesen mit Katalanern verwechselt hätten, ist unklar, denn es gibt deutliche Beweise, dass sich die Briten des Unterschieds durchaus bewusst waren. Volkszählungslisten des 18. und 19. Jahrhunderts führen viele Personen auf, die in Genua, nicht in Katalonien, geboren worden waren.
Im 19. Jahrhundert durften sich nur Fischer in Catalan Bay niederlassen. Sie mussten eine Fischereilizenz, die vom Gouverneur von Gibraltar ausgestellt wurde, besitzen. Nur eine begrenzte Zahl solcher Lizenzen wurde ausgegeben. Viele der heute noch hier wohnenden Familien stammen von diesen genuesischen Fischern ab.

## Gegenwart
Der Strand vor Catalan Bay ist der zweitgrößte Sandstrand Gibraltars (der größte ist der Eastern Beach, liegt etwa einen Kilometer weiter nördlich, ebenfalls auf der Ostseite der Halbinsel). Er ist bei Touristen und Einheimischen beliebt. Mehrere Restaurants und Hotels bieten die nötige Infrastruktur.
Die Church of Our Lady of Sorrows ist das religiöse Zentrum des Dorfes. Die Statue der Schmerzensmutter wird jeweils im September in einer Prozession zum Strand getragen, wo der Bischof von Gibraltar im wichtigsten religiösen Fest des Dorfes die See segnet.
Folgt man der Straße auf der Ostseite des Felsens weiter nach Süden, kommt man nach Sandy Bay und danach, durch den neueröffneten Dudley Ward Tunnel, zum Europa Point.